# Theodor Johnsson
Theodor Johnsson (né le 6 février 2003 à Helsingborg en Suède) est un joueur suédois de hockey sur glace. Il évolue à la position de défenseur.

## Biographie

### Carrière junior
Johnsson commence sa carrière junior avec le Helsingborg HC en 2015-2016. Il dispute une rencontre avec les moins de 16 ans en Division 1.
Il s'engage avec le Rögle BK pour la saison 2017-2018. Avec le contingent moins de 16 ans, il dispute le championnat régional élite mais ils échouent à se qualifier pour le championnat national,.
Il participe au tournoi TV-Pucken en 2017-2018, représentant sa région, le Skåne. Son équipe remporte le tournoi et s'empare de la médaille d'or. La saison suivante, il y prend à nouveau part, mais l'équipe étant très différente de la saison précédente, Skåne ne peut faire mieux que la 10e place.
Lors de la saison 2018-2019, il s'engage avec le Växjö Lakers HC. Il dispute 4 matchs avec le contingent des moins de 16 ans en ligue régionale élite et le championnat national avec les moins de 18 ans, étant éliminé en seizièmes de finale des séries éliminatoires par le Almtuna IS. Pour la saison 2019-2020, Johnsson est nommé capitaine du contingent des moins de 18 ans. Avec ces derniers, il est à nouveau éliminé en seizièmes de finale des séries éliminatoires par le Rögle BK. Il dispute également 7 rencontres avec le contingent des moins de 20 ans en J20 SuperElit.
La saison 2020-2021 est interrompue par la Pandémie de Covid-19. Avant cela, Johnsson dispute 7 matchs avec les moins de 18 ans en ligue régionale élite et 15 rencontres en J20 Nationell (nouveau nom de la SuperElit) avec les moins de 20 ans.
La saison suivante, il dispute 41 matchs en J20 Nationell, récoltant 23 points. Son équipe est éliminée en huitièmes de finale face au Mora IK.

### En club
Johnsson commence sa carrière professionnelle avec le Växjö Lakers HC en SHL lors de la saison 2021-2022. Il dispute son premier match le 14 octobre 2021, lors d'une défaite 3-6 face au Skellefteå AIK. Il prend également part à 5 rencontres de la Ligue des champions avec son club, ce dernier étant éliminer en seizièmes de finale par le Tappara.
Le 9 mai 2022, il s'engage avec le Malmö Redhawks.
En prévision du repêchage de 2022, la centrale de recrutement de la LNH le classe au 98e rang des espoirs européens chez les patineurs.

### En équipe nationale
Johnsson représente la Suède. lors du Défi mondial des moins de 17 ans en 2019, il termine à la 6e place du tournoi.

## Statistiques

### En club
| Saison    | Équipe              | Ligue               |                   | Saison régulière  | Saison régulière  | Saison régulière  | Saison régulière  | Saison régulière  |                   | Séries éliminatoires | Séries éliminatoires | Séries éliminatoires | Séries éliminatoires | Séries éliminatoires |
| Saison    | Équipe              | Ligue               | PJ                | B                 | A                 | Pts               | Pun               | PJ                | B                 | A                    | Pts                  | Pun                  |                      |                      |
| 2015-2016 | Helsingborg HC M16  | J16 Division 1      | 1                 | 1                 | 0                 | 1                 | 0                 | -                 | -                 | -                    | -                    | -                    |                      |                      |
| 2017-2018 | Rögle BK M16        | J16 Elit            | 24                | 2                 | 9                 | 11                | 16                | 6                 | 0                 | 3                    | 3                    | 2                    |                      |                      |
| 2017-2018 | Skåne               | TV-Pucken           | 6                 | 0                 | 2                 | 2                 | 0                 | -                 | -                 | -                    | -                    | -                    |                      |                      |
| 2018-2019 | Växjö Lakers HC M16 | J16 Elit            | 4                 | 1                 | 0                 | 1                 | 2                 | -                 | -                 | -                    | -                    | -                    |                      |                      |
| 2018-2019 | Växjö Lakers HC M18 | J18 Elit            | 17                | 0                 | 6                 | 6                 | 16                | -                 | -                 | -                    | -                    | -                    |                      |                      |
| 2018-2019 | Växjö Lakers HC M18 | J18 Allsvenskan     | 18                | 0                 | 2                 | 2                 | 43                | 3                 | 0                 | 0                    | 0                    | 2                    |                      |                      |
| 2018-2019 | Skåne               | TV-Pucken           | 6                 | 0                 | 3                 | 3                 | 6                 | -                 | -                 | -                    | -                    | -                    |                      |                      |
| 2019-2020 | Växjö Lakers HC M18 | J18 Elit            | 20                | 2                 | 11                | 13                | 22                | -                 | -                 | -                    | -                    | -                    |                      |                      |
| 2019-2020 | Växjö Lakers HC M18 | J18 Allsvenskan     | 16                | 3                 | 3                 | 6                 | 41                | 1                 | 0                 | 0                    | 0                    | 2                    |                      |                      |
| 2019-2020 | Växjö Lakers HC M20 | J20 SuperElit       | 7                 | 0                 | 1                 | 1                 | 0                 | -                 | -                 | -                    | -                    | -                    |                      |                      |
| 2020-2021 | Växjö Lakers HC M18 | J18 Region          | 7                 | 0                 | 2                 | 2                 | 4                 | -                 | -                 | -                    | -                    | -                    |                      |                      |
| 2020-2021 | Växjö Lakers HC M20 | J20 Nationell       | 15                | 0                 | 1                 | 1                 | 4                 | -                 | -                 | -                    | -                    | -                    |                      |                      |
| 2021-2022 | Växjö Lakers HC M20 | J20 Nationell       | 41                | 11                | 12                | 23                | 16                | 3                 | 0                 | 0                    | 0                    | 2                    |                      |                      |
| 2021-2022 | Växjö Lakers HC     | SHL                 | 18                | 0                 | 0                 | 0                 | 2                 | 4                 | 0                 | 0                    | 0                    | 0                    |                      |                      |
| 2021-2022 | Växjö Lakers HC     | Ligue des champions | 5                 | 0                 | 0                 | 0                 | 0                 | -                 | -                 | -                    | -                    | -                    |                      |                      |
| 2022-2023 | Malmö Redhawks M20  | J20 Nationell       | 23                | 2                 | 9                 | 11                | 12                | 3                 | 0                 | 0                    | 0                    | 0                    |                      |                      |
| 2022-2023 | Malmö Redhawks      | SHL                 | 35                | 2                 | 1                 | 3                 | 0                 | 1                 | 0                 | 0                    | 0                    | 0                    |                      |                      |
| 2023-2024 | Sport Vaasa         | Liiga               | Saison en cours ? | Saison en cours ? | Saison en cours ? | Saison en cours ? | Saison en cours ? | Saison en cours ? | Saison en cours ? | Saison en cours ?    | Saison en cours ?    | Saison en cours ?    |                      |                      |

### En équipe nationale
| Année     | Équipe    | Compétition                      |   | PJ | B | A | Pts | Pun      |  | Résultat |
| 2016-2017 | Suède M14 | WSI U14                          | 9 | 3  | 4 | 7 | 8   |          |  |          |
| 2017-2018 | Suède M15 | WSI U15                          | 5 | 0  | 1 | 1 | 0   |          |  |          |
| 2018-2019 | Suède M16 | International                    | 3 | 0  | 2 | 2 | 2   |          |  |          |
| 2019-2020 | Suède M17 | International                    | 6 | 0  | 0 | 0 | 4   |          |  |          |
| 2019      | Suède M17 | Défi mondial des moins de 17 ans | 5 | 0  | 0 | 0 | 2   | 6e place |  |          |
| 2021-2022 | Suède M19 | International                    | - | -  | - | - | -   |          |  |          |

## Trophées et honneurs personnels

### TV-Pucken
- 2017-2018 : médaille d'or avec l'équipe de Skåne.